# Monicast
Monicast é um videocast de dez episódios da Mauricio de Sousa Produções estreado em 23 de junho de 2023.

## Histórico
Monicast foi estreado em 23 de junho de 2023. Mauricio de Sousa e Mônica Sousa foram entrevistados no primeiro episódio, onde contou sobre o início de sua carreira na Folha de S.Paulo e o surgimento da Mônica. O videocast foi lançado dentro do projeto Mônica 60, que comemora os dos 60 anos da Turma da Mônica.

## Ficha técnica
Monicast tem dez episódios que foram postados semanalmente no canal do YouTube da Mauricio de Sousa Produções (MSP). Ele é apresentado por Eduardo Camargo (Edu) e Filipe Oliveira (Fih), criadores do canal Diva Depressão. O videocast conta com diferentes cenários e convidados, além de easter eggs de itens históricos da Turma da Mônica. Além Mauricio e Mônica, o Monicast trouxe outros nomes importantes da MSP, como o editor Sidney Gusman.

### Lista de episódios
| No  | Nome                           | Convidados                                 | Lançamento           | Duração | Ref    |
| --- | ------------------------------ | ------------------------------------------ | -------------------- | ------- | ------ |
| #01 | A Primeira Tirinha             | Mauricio de Sousa e Mônica Sousa           | 23 de junho de 2023  | 48:52   | [ 7 ]  |
| #02 | O Primeiro Gibi                | Flávio Teixeira e Ivan Costa               | 30 de junho de 2023  | 56:05   | [ 8 ]  |
| #03 | O Primeiro Livro               | Sidney Gusman e Manuel Filho               | 07 de julho de 2023  | 1:25:05 | [ 9 ]  |
| #04 | A Primeira Boneca              | Mônica Sousa e Graciele Pereira            | 14 de julho de 2023  | 56:31   | [ 10 ] |
| #05 | O Primeiro Desenho Animado     | Zé Márcio Nicolosi e Mikannn               | 21 de julho de 2023  | 59:05   | [ 11 ] |
| #06 | O Primeiro Game                | Marcos Saraiva e Marcellus Vinícius        | 28 de julho de 2023  | 1:13:20 | [ 12 ] |
| #07 | A Primeira Experiência Ao Vivo | Mauro Sousa e Paula Lima                   | 04 de agosto de 2023 | 1:18:43 | [ 13 ] |
| #08 | O Primeiro Spin-off            | Marina Sousa e OraThiago                   | 11 de agosto de 2023 | 1:05:56 | [ 14 ] |
| #09 | O Primeiro Live-action         | Daniel Rezende e Giulia Benite             | 18 de agosto de 2023 | 1:09:52 | [ 15 ] |
| #10 | A Primeira Dona da Rua         | Mônica, Larissa, Adriana, Lindsay e Verena | 25 de agosto de 2023 | 1:22:28 | [ 16 ] |